# Essential Records
Essential Records es un sello discográfico cristiano con sede en Franklin, Tennessee.
Fue establecido en 1992 y adquirida por Brentwood Music en 1993.
Hoy en día es parte del Grupo de  Provident, una división de Sony Music Entertainment. 

## Artistas

### Actuales
- Elevation Worship

- Third Day
- I Am They
- Leeland
- Krystal Meyers
- Warren Barfield
- Grey Holiday
- Pillar
- Matt Maher
- Brooke Barrettsmith
- KB

### Anteriores
- Jars of Clay
- KJ-52 (activo BEC Recordings)
- Plumb
- Royal Tailor
- Caedmon's Call
- Day of Fire (activo, en Ate y Razor Entertainment)
- Bebo Norman (activo, BEC Recordings)
- True Vibe
- Fireflight (activo, en Flicker Records)
- Andrew Peterson
- FFH
- RED